# Зграда Правног факултета у Београду
Зграда Правног факултета у Београду се налази у Булевару краља Александра 67. Дело архитектонско – урбанистичких вредности, као угаони објекат, изведен у складу са модернистичким концептом, који у значајној мери артикулише шири простор, а као прва грађевина наменски грађена за потребе Правног факултета, једне од најстаријих установа високог образовања у Србији, има и културно-историјску вредност. Представља непокретно културно добро као споменик културе.

## Историја
Идеја о подизању објекта потиче из 1933. године, када је за израду пројекта био позван проф. арх. Светозар Јовановић. Локација на којој је објекат подигнут била је намењена за подизање факултетских зграда Генералним планом из 1923. године, као и претходним одлукама Београдске општине из 1920—1922. године којима је Београдском универзитету уступљена локација код Вуковог споменика. Грађење је почело 1921. године, најпре пројектовањем Универзитетске библиотеке и 1925. године пројектовањем зграде Техничког факултета. Универзитетска библиотека завршена је 1926. године према пројекту архитеката Николе Несторовића и Драгутина Ђорђевића, а зграда Техничког факултета 1931. године.
Први пројекат, од кога се одустало, за зграду Правног факултета проф. арх. Светозар Јовановић урадио је у академском духу и био је стилски уравнотежен са већ изграђеним зградама Универзитетске библиотеке и Техничког факултета.

## Архитектура
Зграда Правног факултета у Београду је грађена од 1936. до 1940. године према пројекту архитекте Петра Бајаловића, уз помоћ и разраду пројекта професора архитекте Петра Анагностија. Темељи су освећени 7. јула 1937, повељу је спустио премијер Стојадиновић. Зграда је у децембру била под кровом.
Основа зграде има облик заобљеног троугла са наглашеном улазном партијом на углу. Изведена је у модернистичком стилу са равним фасадама без орнаменталног обликовања, наглашене једино хоризонталама плитких потпрозорних венаца. На ризалитима према улици истакнуте су вертикале у облику међупрозорских равних пиластера. Фасада према парку и хотелу „Метропол“ је крајње функционалистички решена са равним зидним масама и прозорским отворима. Спољне фасаде зграде (према улицама и парку) обложене су вештачким каменом, док је соклени део, који сеже до прозора високог приземља, обложен плочама природног босираног камена. Улазни портик, који представља најкарактеристичнији акценат фасаде, и степенице поплочани су природним каменом. Портик који наглашава угао, својом монументалношћу и обрадом представља контраст мирним фасадама и доприноси утиску динамичности целокупног објекта. Додатну динамичност целокупном корпусу грађевине дају сучељене кубичне и заобљене форме које се непрекидно смењују.

## Ентеријер
Степенице из вестибила воде у велики амфитеатар који може да прими 800 слушалаца. На спрату је изведен и један мањи амфитеатар за око 300 слушалаца. У једном и другом крилу зграде су дворане за семинаре и кабинете.

## Вредност
Зграда Правног факултета је дело архитектонско-урбанистичких вредности, као угаони објекат изведен у складу са модернистичким концептом, који у значајној мери артикулише шири простор и којим започиње део комплекса факултетских објеката. Истовремено, као зграда наменски грађена за потребе Правног факултета у Београду, који се и данас у њој налази зграда има културно-историјску вредност.